# Västra Stapeltjärnen
Västra Stapeltjärnen är en sjö i Älvsbyns kommun i Norrbotten och ingår i Piteälvens huvudavrinningsområde.